# Krigsbilleder I-VII
|  | Denne artikel er oprettet af botten Steenthbot ud fra en ekstern database. Den kan derfor have sproglige fejl eller mangler. Denne skabelon kan fjernes efter kontrol af indholdet. |

Krigsbilleder I-VII er en dansk dokumentarisk optagelse fra 1914.